# Drymonia affinis
Drymonia affinis là một loài thực vật có hoa trong họ Tai voi. Loài này được (Mansf.) Wiehler mô tả khoa học đầu tiên năm 1973.